# NGC 683
NGC 683 је спирална галаксија у сазвежђу Ован која се налази на NGC листи објеката дубоког неба.
Деклинација објекта је + 11° 42' 7" а ректасцензија 1h 49m 46,6s. Привидна величина (магнитуда) објекта NGC 683 износи 13,7 а фотографска магнитуда 14,6. NGC 683 је још познат и под ознакама UGC 1288, MCG 2-5-47, CGCG 437-43, NPM1G +11.0070, IRAS 01471+1127, PGC 6718.